# Инаги (станция)
Станция Инаги (яп. 稲城駅 инаги эки) — железнодорожная станция на линии Сагамихара, расположенная в городе Инаги префектуры Токио.

## Планировка станции
2 пути и 2 боковые платформы.
| 1 | ■ Линия Сагамихара | Тама-Центр, Хасимото                                 |
| 2 | ■ Линия Сагамихара | Тёфу, Мэйдаймаэ, Сасадзука, Синдзюку, Линия Синдзюку |

## Близлежащие станции
| «                           | «                 | Вид обслуживания | »                | »                |
| Линия Сагамихара            | Линия Сагамихара  | Линия Сагамихара | Линия Сагамихара | Линия Сагамихара |
| --------------------------- | ----------------- | ---------------- | ---------------- | ---------------- |
| Express: не останавливается |                   |                  |                  |                  |
| Кэйо-Ёмиури-Рандо           | Кэйо-Ёмиури-Рандо | Local            | Вакабадай        | Вакабадай        |